# Róza Csillag
Róza Csillag, també en alemany Rosa Csillag, Rosa Her(r)mann(-)Csillag, Rosa Her(r)mann, en hongarès Csillag Róza, Rosa Goldstein o Goldstein Róza (23 d'octubre de 1832 - 20 de febrer de 1892), fou un cantant d'òpera jueva hongaresa.
Naixia en la comunitat jueva d'Irsa (Alberti, ara Albertirsa), Comtat de Pest-Pilis-Solt-Kiskun, Hongria, i el seu pare era Moritz Goldstein, un hazàn d'Irsa. De seguida va cridar l'atenció en el cor del Teatre Nacional Hongarès a Budapest.
Estudià amb el professor Heinrich Proch, i feu la seva primera aparició el 1858 com Fidès a Le Prophète de Meyerbeer, a l'Òpera de l'Estat de Viena, on plaïa a les seves audiències amb la seva bonica veu de mezzosoprano.
Fins a 1873 Csillag va pertànyer a l'elenc de l'Òpera Reial de Viena, i era una favorita de tothom. També va obtenir èxit en les seves gires.
Es casà amb el cèlebre prestidigitador Carl "Compars" Hermann el 1852, amb el que tingué la cantant i l'actriu Blanche Correlli.
Quan la seva veu començà a fallar es convertiria en professora de cant al Conservatori de Viena. Va morir a Viena, Àustria.